# Tifondé Civé
Tifondé Civé är en kommun i departementet Kaédi i regionen Gorgol i Mauretanien. Kommunen hade 8 097 invånare år 2013.